# Hamoir
Hamoir (valonă Hamwer) este o comună francofonă din regiunea Valonia din Belgia. Comuna este formată din localitățile Hamoir, Comblain-la-Tour, Fairon și Filot. Suprafața totală a comunei este de 27,80 km². La 1 ianuarie 2008 comuna avea o populație totală de 3.620 locuitori. 

## Localități înfrățite
- Germania: Wenigumstadt;
- Franța: Saulxures-sur-Moselotte.